# プログレスM-67
プログレスM-67はロシア連邦宇宙局が国際宇宙ステーション(ISS)の補給のために打ち上げたプログレス補給船。NASAではProgress 34、34Pなどと称され、プログレス-M(11F615A55)型であり、シリアル番号は367であった。プログレス-M 11F615A55型の最後の飛行であり、この機種の引退後、近代化を施したプログレス-M 11F615A60型が運用されている。

## 搭載貨物
M-69は50kgの酸素、210kgの水、830kgの燃料、1200kgを越すドライカーゴを搭載していた。

## 運用
M-69は2009年7月24日10時56分56秒(UTC)にバイコヌール宇宙基地1/5発射台からソユーズ-Uで打ち上げられた。当初はISSへのドッキングを打ち上げ2日後の7月26日に予定していたが、打ち上げ前にSTS-127のスペースシャトル・エンデバーの打ち上げの遅延が発生し、シャトルがミッションの全期間中ドッキングを維持できるようにするため、ISS到着までの飛行時間の延長が決定された。これはシャトルとプログレスはISSの同じドッキングポートを利用しているわけではないが、シャトルがドッキング中はプログレスはドッキングもドッキング解除もできないためであった。エンデバーの7月28日の出発のあと、M-67は打ち上げ後5日間を経て7月29日11時12分(UTC)にズヴェズダのAftポートにドッキングした。ランデブーの間、プログレスは通常と違う向きでISSに近接したため、自動のクルスドッキングシステムが無効にされ、ゲンナジー・パダルカによってTORUドッキングシステムによる手動ドッキングが行われた。
ソユーズTMA-16の到着の準備として、2009年9月21日7時25分(UTC)にズヴェズダのaftポートからドッキングを解除した。
プログレスM-67は軌道を離脱し、2009年9月27日に大気圏再突入し、燃焼した。

## 註
1. ↑  Tariq Malik (2009年7月24日). “Russian Cargo Ship Launches Toward Space Station”.   SPACE.com. 2015年6月26日閲覧。
2. ↑  William Harwood for CBS news (2009年7月29日). “Station gets new cargo ship; shuttle inspections underway”.   Spaceflight Now. 2015年6月26日閲覧。